# Rete Kléber
La rete Kléber è il nome complessivo dato dalla direzione dei servizi speciali dell'esercito dell'armistizio ad Algeri alle varie reti militari rimaste nella Francia continentale dopo l'invasione della zona franca.
Comandata da Louis Rivet, questa rete era dipendente dal personale dell'esercito a Vichy fino al novembre 1942.